# Beriózovka (Vladímir)
Beriózovka (en rus: Берёзовка) és un poble a l'óblast de Vladímir, a Rússia, segons el cens del 2012 tenia 30 habitants. Pertany al districte municipal de Múrom.